# 캠프 부어링
캠프 부어링(Camp Buehring)은 쿠웨이트 북부 우다이리에 위치한 미군 기지이다. 예전에는 캠프 우다이리(Camp Udairi)라고 불렀다.

## 역사
2002년 기지를 건설하기 시작해, 2003년 1월부터 미군이 사용하고 있다. 우다이리 훈련장(Udairi Range Complex)에는 캠프 부어링과 캠프 뉴욕이 설치되어 있다. 쿠웨이트의 북쪽에 이라크가 접경하고 있는데, 이라크로 보내는 미군이 부어링 기지에 주둔한다.
2003년 10월 26일, 이라크 수도 바그다드의 호텔에서 찰스 H. 부어링 육군 중령이 사망했다. 2004년 캠프 우다이리에서 그의 이름을 따서 캠프 부어링이 되었다.
1300 m 활주로가 설치되어 있다.
2001년 3월 12일, F/A-18 호넷 전투기 한대가 오폭을 해서 10여명의 사상자가 발생했다. 쿠웨이트 서북쪽 45 km 지점에 위치한 우다이리 폭격 훈련장에서 합동 훈련중 발생했으며 호넷 전투기는 걸프 해역에 있는 핵추진 항공모함 USS 해리 S. 트루먼 (CVN-75)에서 발진했다. 이 사고로 미군 5명과 뉴질랜드군 1명이 숨졌으며 미군 5명과 쿠웨이트군 2명이 다쳤다. 사용된 폭탄은 226㎏ 짜리 마크 82인 것으로 알려졌다.
2003년 3월 30일, 쿠웨이트의 캠프 우다이리에서 우편물을 기다리고 있는 병사들을 향해 하얀색의 픽업트럭이 돌진, 13명이 부상했다.
2004년 2월 24일, 이라크에 배치될 일본 자위대 병력 100여명이 쿠웨이트 사막지대 우다이리 훈련장에서 사격훈련을 했다. 자위대 병사들이 훈련중인 곳은 이라크 국경에서 45 km 떨어진 쿠웨이트내 미군 사막 훈련기지로 자동소총과 장갑차에 탑재된 기관총과 휴대용 대전차 미사일 등으로 사격훈련을 받고 있다.
2004년 9월, 자이툰 부대가 쿠웨이트 미군기지인 캠프 버지니아에서 북서쪽으로 40여 km 떨어진 우다이리 훈련장에서 섭씨 50도를 오르내리는 무더운 날씨를 견뎌내며 아르빌로 이동하기 위한 준비를 했다. 우다이리 훈련장에서 적응훈련을 마치고, 9월 3일부터 20일까지 캠프 버지니아에서 아르빌까지 1,115 km 의 육로구간을 이동하는 파발마 작전을 성공적으로 수행했다. 미군 아파치 헬기 5대가 엄호를 했다.
2004년 12월 8일, 럼즈펠드 국방장관이 쿠웨이트 부어링 기지에서 이라크로 배치될 사병 2000여명과 만났다. 사병들과의 대화를 했는데, 왜 복무기간이 끝났는데도 귀국을 불허하느냐고 항의를 받았다. 제대로 된 장갑차가 없다는 불만도 들었다.

## 쿠웨이트의 미군기지

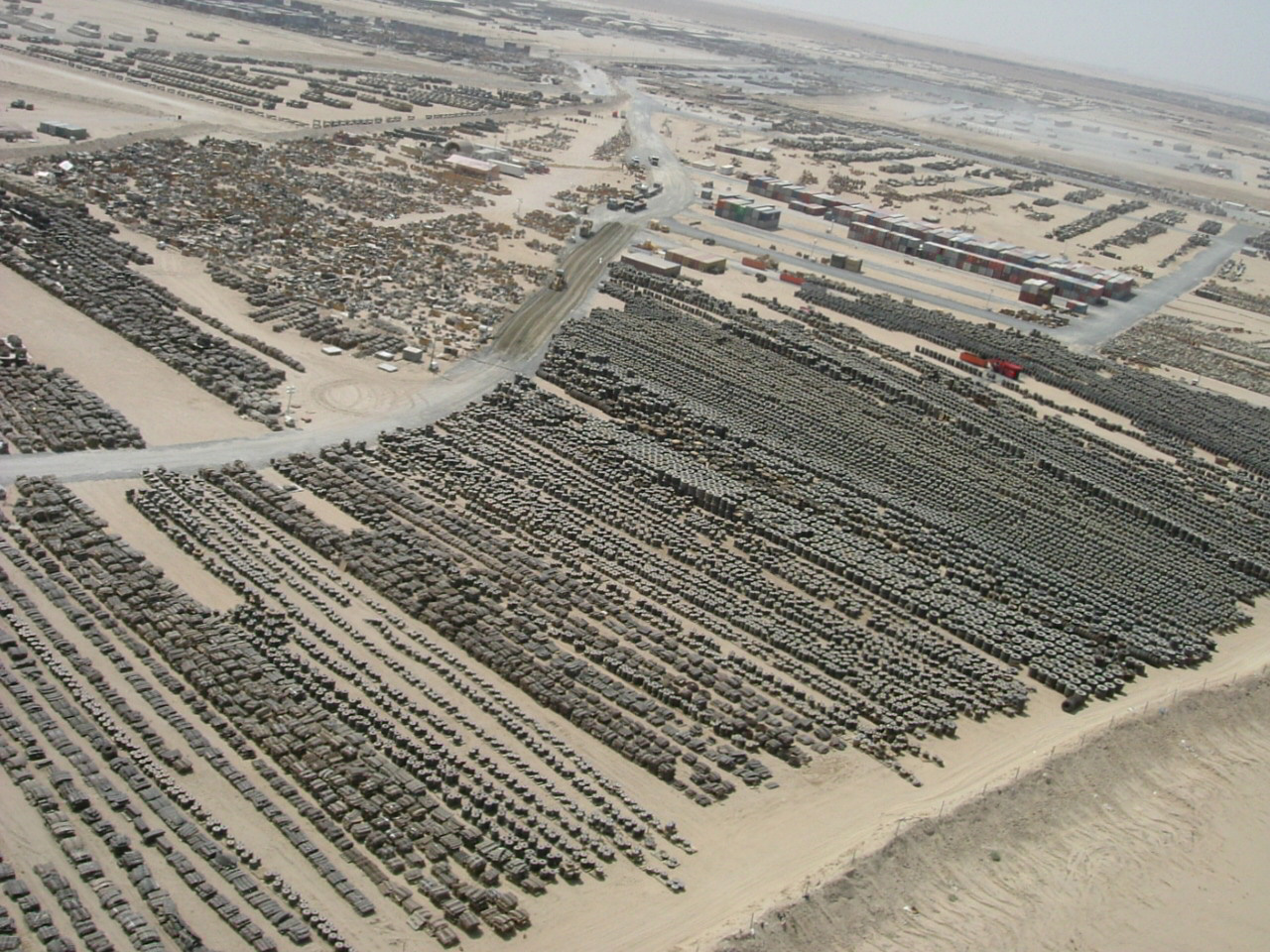
2004년 캠프 아리프잔에 배치된 수천대의 미군 차량들

쿠웨이트 수도 쿠웨이트 시티의 남쪽에 캠프 아리프잔이 있다.